# Видіння Страшного суду
«Видіння Страшного суду» (англ. A Vision of Judgment) — сатиричне оповідання англійського письменника Герберта Велза. Вперше видане у вересні 1899 року в журналі «The Butterfly». За сюжетом, головний герой присутній на Страшному суді, який виглядає зовсім не так, як він сподівався.

## Сюжет
Оповідач повстає з мертвих від звуку труби в час Страшного суду. Він виходить з могили та бачить навтоп воскреслих і архангелів Азариїла й Михаїла з Богом на троні. Якийсь чоловік поряд впізнає Дарвіна, Генріха VIII та інших видатних осіб, говорячи кому буде непереливки на Суді.
Ангел розкриває книгу, де записані всі вчинки всіх людей, які жили за час існування світу, зазначаючи, що Земля була доволі маленькою планетою. Першим записаний король на ім'я Ахав, котрий зізнається в численних гріхах. Бог доручає ангелу перевірити чи дійсно все так і було. Той, однак, зачитує не записи про масові вбивства, тортури пророків і війни, а курйозні випадки з життя царя. Через це всі сміються з Ахава, а той благає не розповідати далі, адже тепер він виглядає не кривавим тираном, а нікчемою. Врешті присоромлений цар ховається в рукаві Бога.
Сусід оповідача задається питанням невже пекло міститься в рукаві Бога, на що оповідач відповідає сумнівом в існування пекла взагалі. Перед Богом постає святий, який хвалиться тим, що ходив у лахмітті, немитий і покритий виразками, піддавав себе різноманітним мукам, але був сповнений віри. Ангел зупиняє його, зачитуючи факти із книги, які виставляють святого таким самим нікчемою, як і цар, а не великою людиною. Той також тікає в рукав Бога, а згодом там опиняється і оповідач.
Коли Страшний суд завершується, Бог витрушує людей з рукава на планету біля Сіріуса зі словами «Тепер, коли ви стали трохи краще розуміти і мене і один одного… спробуйте-но знову». Оповідач опиняється на пустельній, проте прекрасній планеті, а навколо стоять інші люди в перероджених тілах.